# Пондашсола
 Пондашсола  — деревня в Куженерском районе Республики Марий Эл. Входит в состав Тумьюмучашского сельского поселения.

## География
Находится в северо-восточной части республики Марий Эл на расстоянии приблизительно 8 км на запад от районного центра посёлка Куженер.

## История
Известна с 1859 года как деревня из 9 дворов с 56 жителями. В 1874 году в деревне было 6 русских и 10 марийских дворов, проживало 95 человек. В 1909 году в деревне проживало 106 человек, в 1921 году 79 человек. В 1943 году здесь насчитывалось 22 двора и 92 жителя, в 2005 году насчитывалось 7 дворов. В советское время работали колхозы «Кленовка» и «Россия».

## Население
Население составляло 20 человек (мари 80 %) в 2002 году, 9 в 2010.